# Parc régional du Serio
Le parc régional du Serio (en italien : Parco Regionale del Serio), institué en 1985, est un parc naturel italien situé en Lombardie, dans les provinces de Bergame et de Crémone.
Le parc, d'une superficie de 7 750 ha, s'étire le long de la rivière Serio, depuis la commune de Seriate, jusqu'à son embouchure dans l'Adda.